# هوخبورن
هوخبورن (به آلمانی: Hochborn) یک شهر در آلمان است که در آلزی-ورمز واقع شده‌است. هوخبورن ۴۴۲ نفر جمعیت دارد.